# Этчини, Патрик
Патрик Этчини (по другим данным — Этчими) Кенданж (фр. Patrick Etshini (Etshimi) Kindenge; род. 26 февраля 1989) — конголезский футболист, нападающий клуба «Лузитанс». Известен по выступлениям за российский клуб «Спартак-Нальчик».
Права на футболиста принадлежали ФК «МК Этаншете» из ДР Конго. До 2009 года выступал  на правах аренды в клубе «Дрэгонз», а в 2009 — в «Вита Киншаса». В августе 2009 года находился на просмотре в бельгийском клубе «Шарлеруа», но не подошёл команде.
В январе 2010 года находился на просмотре в клубе «Спартак-Нальчик». Он хорошо себя показал на сборах нальчан и присоединился к команде на правах аренды. Дебютировал в чемпионате России 13 марта 2010 года в матче «Анжи» (Махачкала) — «Спартак-Нальчик». Принял участие в 5 матчах основного состава. За молодёжную команду нальчан отыграл 6 матчей и забил 1 мяч. Аренда футболиста завершилась 1 июля 2010 года, и «Спартак-Нальчик» решил не продлевать её.
После ухода из «Спартака-Нальчика» играл в различных клубах 3 и 4 дивизиона Франции.
В РФПЛ был заявлен как гражданин Республики Конго, что противоречит всем источникам на французском языке. В действительности Этчини является футболистом национальной сборной Демократической Республики Конго.